# رایمرات
رایمرات (به آلمانی: Reimerath) یک شهر در آلمان است که در فولکانایفل واقع شده‌است. رایمرات ۶۶ نفر جمعیت دارد.